# Governatore di Washington
Il Governatore di Washington (in inglese: Governor of Washington) è il capo del governo dello stato statunitense di Washington. Viene eletto per quattro anni, e non c'è limite al numero di mandati che un governatore può ottenere.

## Lista

### Partiti
Democratico (11)
  Populista (1) 
  Repubblicano (12)
| #  | Foto | Nome               | Mandato          | Mandato          | Partito                                                                                | Note                                                                                   |
| #  | Foto | Nome               | Inizio           | Termine          | Partito                                                                                | Note                                                                                   |
| -- | ---- | ------------------ | ---------------- | ---------------- | -------------------------------------------------------------------------------------- | -------------------------------------------------------------------------------------- |
| 1  |      | Elisha P. Ferry    | 11 novembre 1889 | 11 gennaio 1893  | Repubblicano                                                                           |                                                                                        |
| 2  |      | John McGraw        | 11 gennaio 1893  | 13 gennaio 1897  | Partito Repubblicano                                                                   |                                                                                        |
| 3  |      | John Rankin Rogers | 13 gennaio 1897  | 26 dicembre 1901 | Il primo mandato come Democratico, il secondo come Populista. Morì durante il mandato. | Il primo mandato come Democratico, il secondo come Populista. Morì durante il mandato. |
| 4  |      | Henry McBride      | 26 dicembre 1901 | 11 gennaio 1905  | Partito Repubblicano                                                                   | Come vicegovernatore concluse il mandato precedente.                                   |
| 5  |      | Albert E. Mead     | 11 gennaio 1905  | 27 gennaio 1909  | Partito Repubblicano                                                                   |                                                                                        |
| 6  |      | Samuel G. Cosgrove | 27 gennaio 1909  | 28 marzo 1909    | Partito Repubblicano                                                                   | Morì durante il mandato.                                                               |
| 7  |      | Marion E. Hay      | 28 marzo 1909    | 15 gennaio 1913  | Partito Repubblicano                                                                   | Come vicegovernatore concluse il mandato precedente.                                   |
| 8  |      | Ernest Lister      | 15 gennaio 1913  | 13 febbraio 1919 | Partito Democratico                                                                    | Morì durante il mandato.                                                               |
| 9  |      | Louis F. Hart      | 13 febbraio 1919 | 14 gennaio 1925  | Partito Repubblicano                                                                   | Come vicegovernatore concluse il mandato precedente, e fu poi eletto direttamente.     |
| 10 |      | Roland H. Hartley  | 14 gennaio 1925  | 11 gennaio 1933  | Partito Repubblicano                                                                   |                                                                                        |
| 11 |      | Clarence D. Martin | 11 gennaio 1933  | 15 gennaio 1941  | Partito Democratico                                                                    |                                                                                        |
| 12 |      | Arthur B. Langlie  | 15 gennaio 1941  | 10 gennaio 1945  | Partito Repubblicano                                                                   |                                                                                        |
| 13 |      | Monrad Wallgren    | 10 gennaio 1945  | 12 gennaio 1949  | Partito Democratico                                                                    |                                                                                        |
| 14 |      | Arthur B. Langlie  | 12 gennaio 1949  | 16 gennaio 1957  | Partito Repubblicano                                                                   |                                                                                        |
| 15 |      | Albert Rosellini   | 16 gennaio 1957  | 13 gennaio 1965  | Partito Democratico                                                                    |                                                                                        |
| 16 |      | Daniel J. Evans    | 13 gennaio 1965  | 12 gennaio 1977  | Partito Repubblicano                                                                   |                                                                                        |
| 17 |      | Dixy Lee Ray       | 12 gennaio 1977  | 14 gennaio 1981  | Partito Democratico                                                                    | Prima donna a ricoprire l'incarico                                                     |
| 18 |      | John Spellman      | 14 gennaio 1981  | 16 gennaio 1985  | Partito Repubblicano                                                                   |                                                                                        |
| 19 |      | Booth Gardner      | 16 gennaio 1985  | 13 gennaio 1993  | Partito Democratico                                                                    |                                                                                        |
| 20 |      | Mike Lowry         | 13 gennaio 1993  | 15 gennaio 1997  | Partito Democratico                                                                    |                                                                                        |
| 21 |      | Gary Locke         | 15 gennaio 1997  | 12 gennaio 2005  | Partito Democratico                                                                    |                                                                                        |
| 22 |      | Christine Gregoire | 12 gennaio 2005  | 16 gennaio 2013  | Partito Democratico                                                                    |                                                                                        |
| 23 |      | Jay Inslee         | 16 gennaio 2013  | In carica        | Partito Democratico                                                                    |                                                                                        |